# Purism (arhitectură spaniolă)

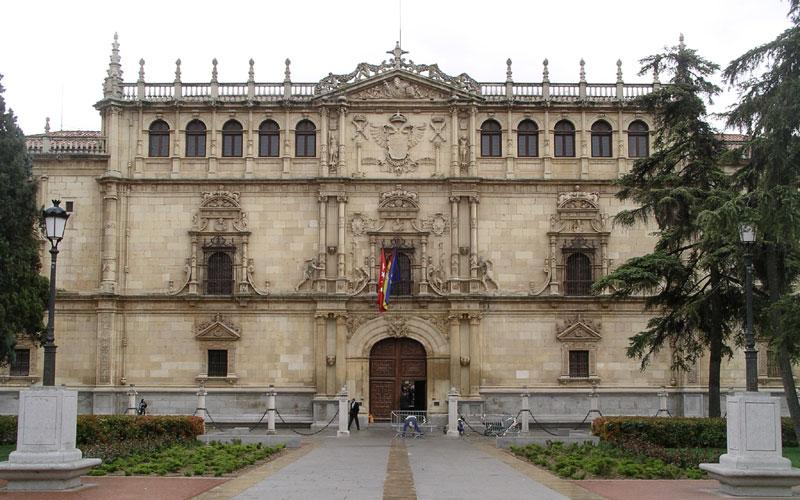
Faţada clădirii principale a Colegio Mayor de San Ildefonso, University of Alcalá de Henares, arhitect Rodrigo Gil de Hontañón (1537 – 1553).

Purismul (alternativ, Purismul arhitectural spaniol) este o denumire istoriografică care, la fel ca multe altele posibile (plateresc purist, greco-roman, stilul Prințului Filip, casticism purist sau faza serliană), desemnează o fază inițială a arhitecturii renascentiste din Spania, care care s-a dezvoltat între 1530 și 1560, după stilul Monarhilor Catolici.
Purismul arhitectural spaniol urmează temporal după goticul isabelin, fiind anterioară arhitecturii herreriene din ultima treime a secolului al XVI-lea. Numele „Prințul Filip” se referă la perioada în care Filip al II-lea al Spaniei (născut în 1527) nu primise încă moștenirea monarhiei spaniole prin abdicarea tatălui său, împăratul Carol Quintul sau Carol al V-lea (1556). Numele „Serlian” se datorează influentului arhitect și expert în tratate, italianul Sebastiano Serlio (1475 – c. 1554) - pe lângă elementul arhitectural numit Serlian, în onoarea sa.
Stilurile greco-roman, purismul și castizo-ul sunt legate de interpretarea dată diferitelor elemente de stil, fie ele intelectuale, formale, structurale sau decorative. Până atunci, scriitorii perioadei denumeau formele clasiciste ale Renașterii italiene drept „romane” (Diego de Sagredo – Las Medidas del Romano, 1526), în timp ce formele gotice târzii erau numite „moderne.”
Pentru o periodizare mai stilistică, mai frecventă în istoria artei, în acel moment al secolului al XVI-lea, Cinquecento-ul intrase în faza sa manieristă, în timp ce pentru arta spaniolă se folosește în mod obișnuit expresia Renaștere înaltă (rezervând termenul Renaștere joasă pentru ultima treime a secolului).

## Descriere

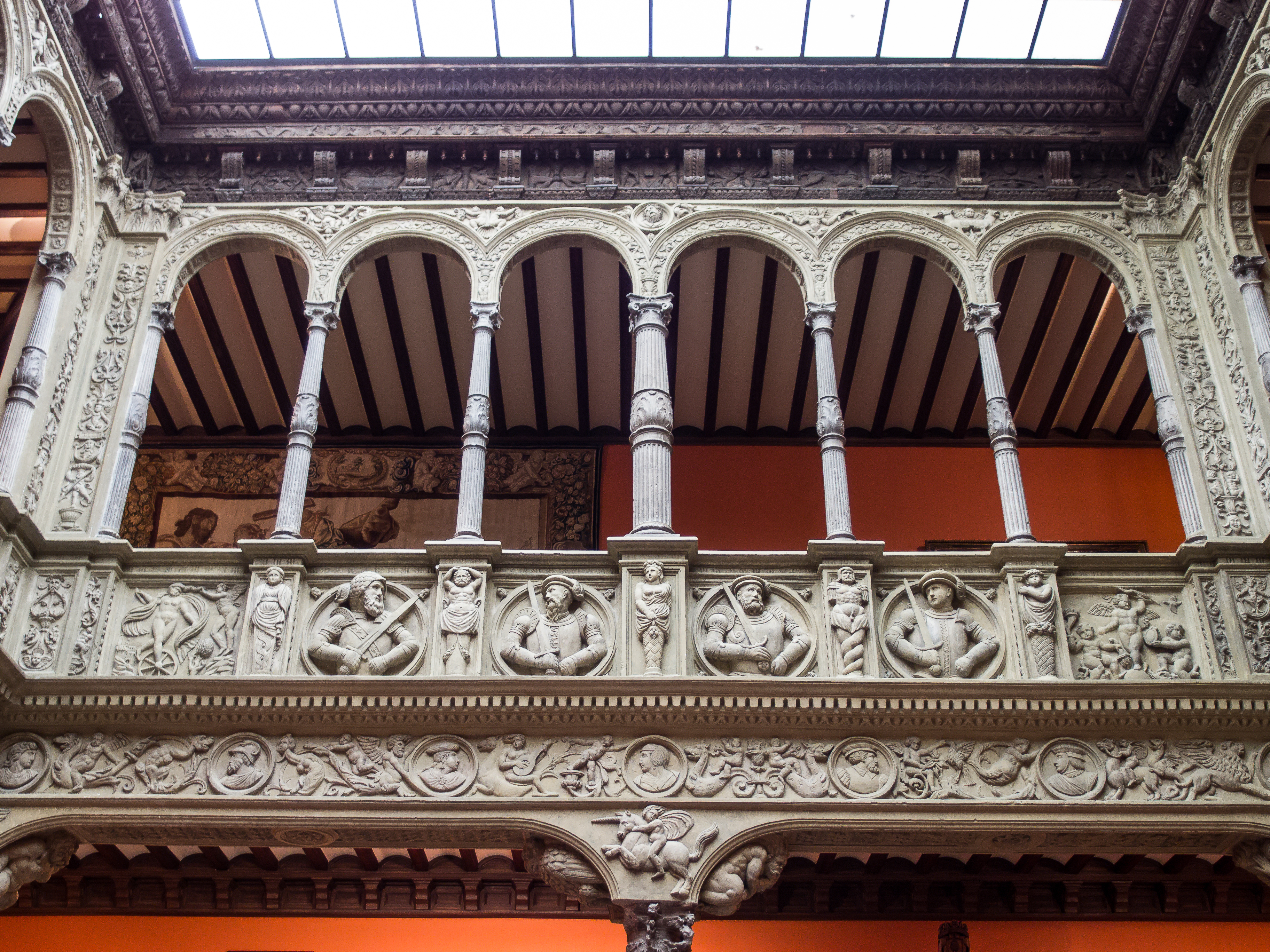
El Patio de la Infanta (1550) în Zaragoza

Introducerea Renașterii în Spania a coincis cu o perioadă de mare splendoare politică, economică și socială, după unirea dintre Castilia și Aragon, sfârșitul Reconquistei, descoperirea celor două Americii și venirea la putere a Habsburgilor.
Deși la începuturile sale, noul stil din Italia a trăit cu persistența formelor gotice și a stilului maur (în spaniolă mudéjar), treptat a prins teren și a servit drept expresie a noii puteri politice, legată de noua concepție a Contrareformei catolice. În prima treime a secolului al XVI-lea a apărut platerescul, un stil decorativ fin și elegant, caracterizat prin utilizarea rusticării pe pereții exteriori, coloane cu balustrade și capiteluri corintice, arcade sau mânere de coș și pilaștri decorați cu figuri grotești.

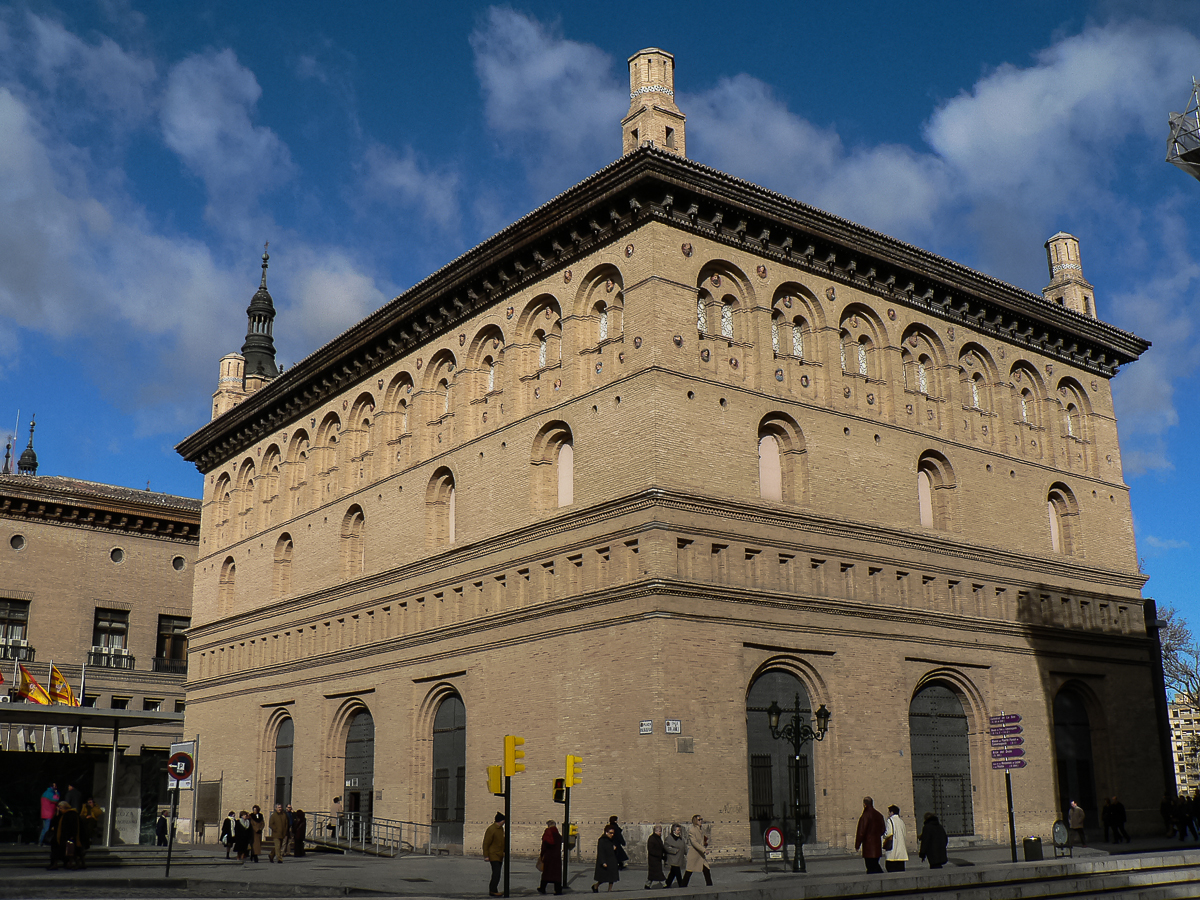
La Lonja de Zaragoza (1541 - 1551)

Spre deosebire de stilul decorativ ornamentat al arhitecturii platerești, purismul a căutat forme mai simple și mai rafinate, într-o venă sobră și clasică, cu echilibru și perfecțiune tehnică, acordând o atenție sporită aspectelor structurale și proporțiilor armonioase. Arhitecții au fost mai bine pregătiți și mai educați, datorită publicării mai multor tratate teoretice, cum ar fi Medidas del Romano (Măsurile romanului) de Diego de Sagredo (Toledo, (1526), primul tratat renascentist scris în afara Italiei, care subliniază importanța proporției și a aranjamentului corect al elementelor față de decorațiune.
Purismul a fost caracterizat prin utilizarea bolților ovale sau în butoi, a arcadelor semicirculare, a cupolelor semi-dom și a decorațiunilor sculptate limitate la spații mici, strategice. Spațiile netede au fost apreciate ca exponent al acestei noi estetici, mai pure și mai armonioase. În general, arhitectura puristă este caracterizată de echilibru și monumentalitate, spre deosebire de aparenta fragilitate și decorativitate a arhitecturii platerești.

## Lucrări
Cele mai semnificative exemple ale stilului purist arhitectonic spaniol se întâlnesc - deloc întâmplător - în Castilia și Aragon.

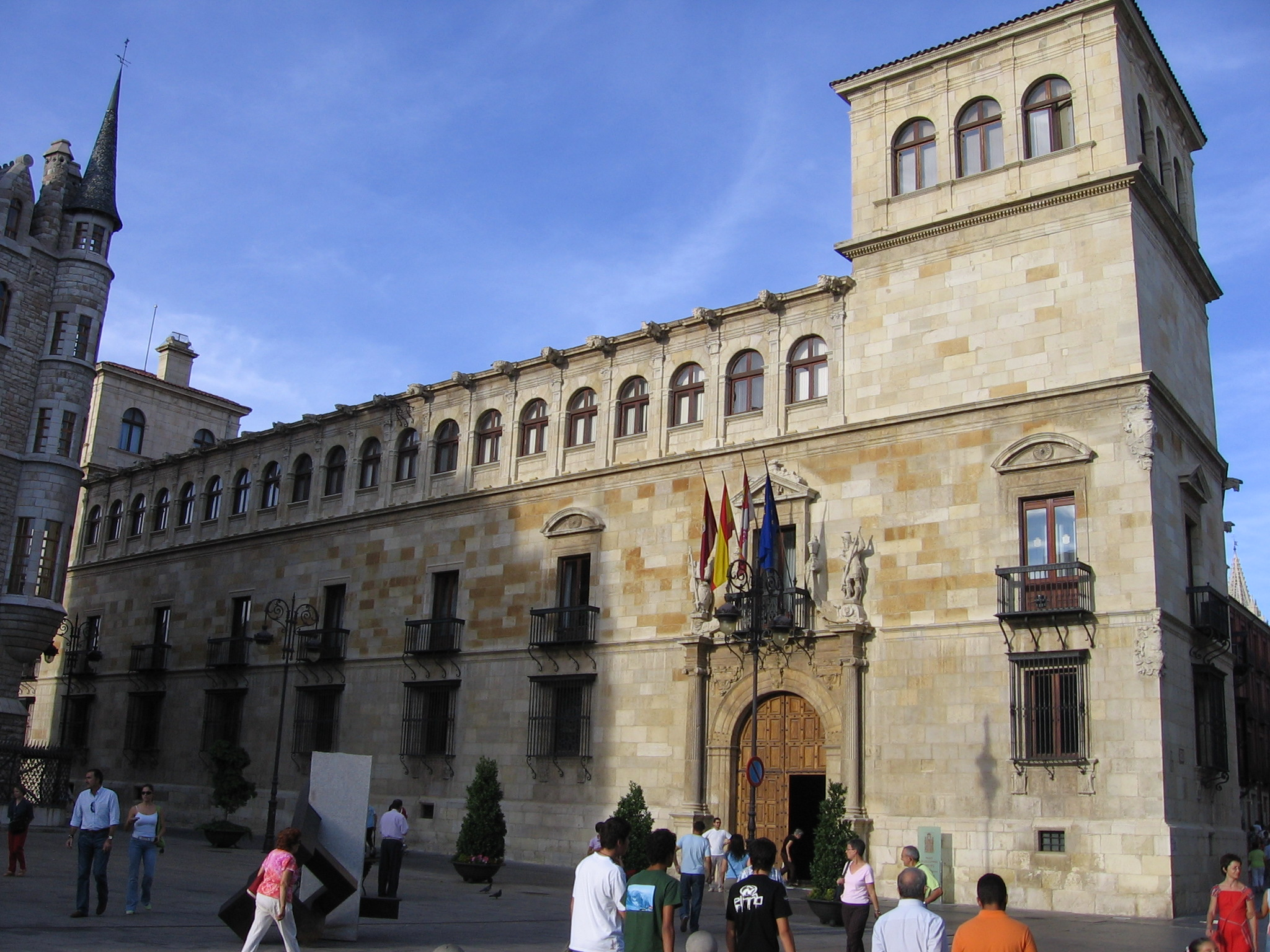
Palacio de los Guzmanes – Leon

La Toledo, Alonso de Covarrubias, care și-a început cariera în stilul plateresc (Curtea Spitalului Sfintei Cruci), și-a dezvoltat opera și a ajuns la funcția de arhitect regal (1537). Printre construcțiile sale se numără și Puerta Nueva de Bisagra (sub formă de arc de triumf), Alcázarul (cu plan dreptunghiular și o fațadă severă flancată de turnuri) și Spitalul de Tavera (1541), care, datorită clasicismului și sobrietății sale, indica deja stilul herrerian. La Alcalá de Henares, a construit Palatul Arhiepiscopal, cu o fațadă monumentală, acoperită de o galerie de arcade coborâte.

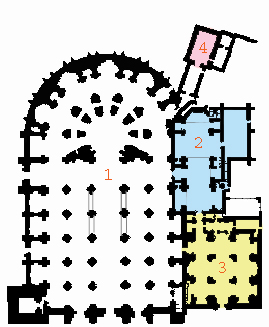
Planul de bază al Catedralei din Granada.

Rodrigo Gil de Hontañón a lucrat în principal în Salamanca, dar a fost implicat în proiecte în întreaga Castilie. De asemenea, a fost format în stilul plateresc, deși cele mai reprezentative lucrări ale sale sunt de purism. În 1539, a proiectat - împreună cu Fray Martín de Santiago - Palatul de Monterrey, construit doar într-un sfert, dar care este un exemplu remarcabil de arhitectură civilă, cu turnuri magnifice cu creneluri și turnuri de observație. Una dintre cele mai bune lucrări ale sale ar fi fațada Colegiului Major de San Ildefonso de la Universitatea din Alcalá de Henares (1537 – 1553), decorată cu un fronton și un vârf de creneluri distribuite uniform la intervale regulate, împodobite cu garlande. Alte lucrări au fost Palatul Guzmanilor din León, biserica Santa María Magdalena din Valladolid și fațadele dependințelor catedralice ale Platerías din Catedrala din Santiago de Compostela (1540).
Diego de Siloé a fost inițial unul dintre cei mai importanți exponenți ai stilului plateresc (Curtea Colegiului Major de Santiago el Zebedeo, Salamanca și Scara Aurie a Catedralei din Burgos). Ulterior, și-a petrecut cea mai mare parte din activitate în Granada, unde a realizat panteonul pentru El Gran Capitán în Mănăstirea San Jerónimo, în colaborare cu italianul Jacopo Torni.

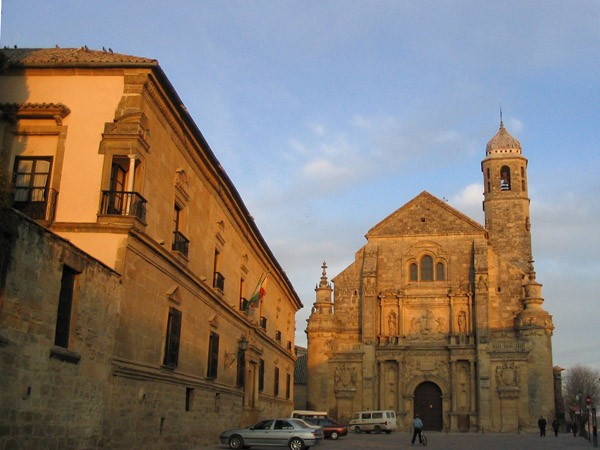
Sacra Capilla del Salvador în Ubeda

Lucrările sale principale au fost Catedrala din Granada (încă din 1528), continuând designul gotic original realizat de Enrique Egas, care a efectuat numeroase modificări, făcând prezbiteriul într-o cupolă rotundă (tip semi-dom), precedată de un mare arce triumfal. În stâlpii navelor, înălțimea a fost crescută cu coloane mici pe o entablatură situată în capitală, așa cum a procedat Brunelleschi în Florența. Această dispoziție a elementelor arhitecturale a influențat lucrări ulterioare, cum ar fi catedralele din Málaga și Guadix, precum și la catedralele Guadalajara (Mexic), Lima și Cuzco (Peru).
În Granada a lucrat și Pedro Machuca, autorul Palatului lui Carol V de la Alhambra (început în 1528 și întrerupt la moartea arhitectului în 1550). Designul originar conținea palatul, care includea o curte circulară, și o capelă octagonală, care nu a fost construită niciodată. Curtea, influențată de Bramante, este una dintre capodoperele purismului și arhitecturii Renașterii spaniole, un exemplu de echilibru și perfecțiune clasică, cu un etaj cu coloane de ordin doric-tuscan (inferior) și ionic (superior).

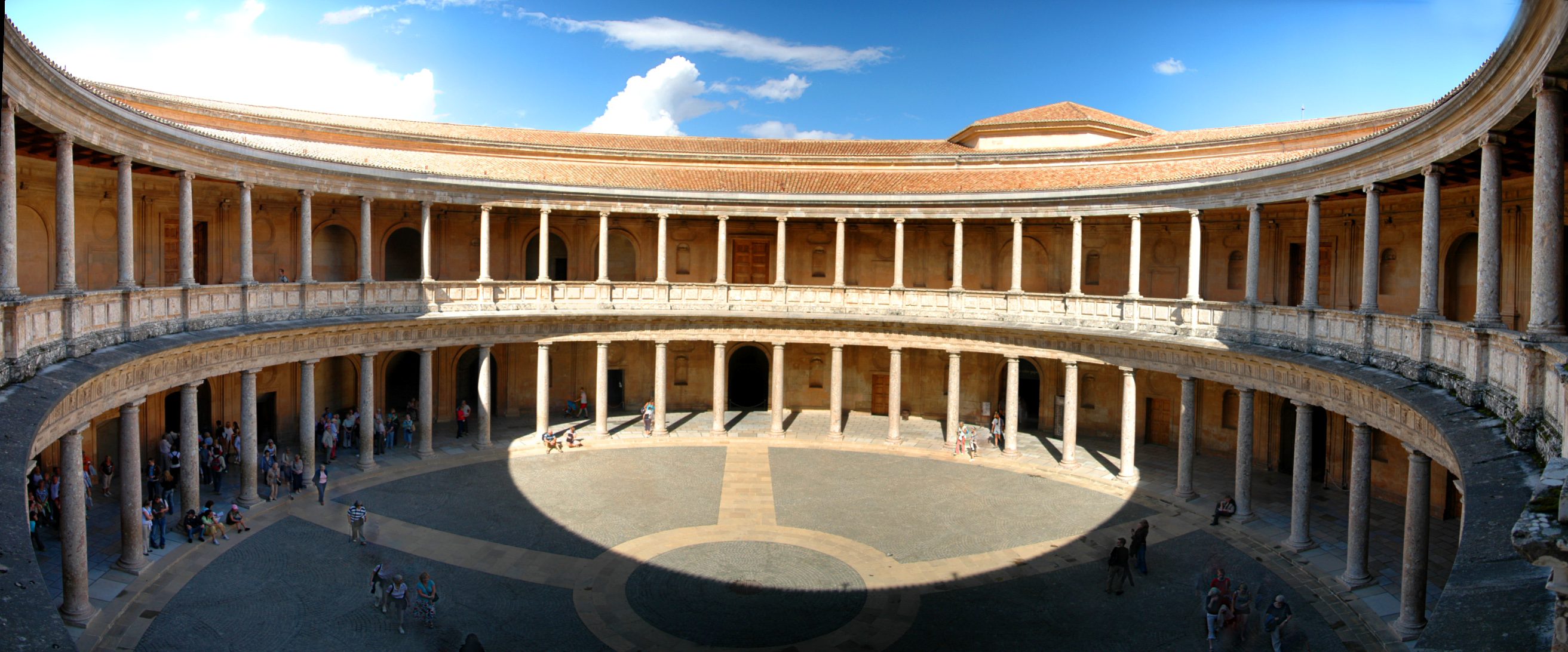
Curtea interioară Palatul lui Carol Quintul din Granada, arhitect Pedro Machuca.

Un alt mare exponent al purismului andaluz a fost Andrés de Vandelvira, al cărui stil personal care se îndrepta deja spre manierism. Una dintre caracteristicile sale a fost utilizarea bolților vaide, așa cum este în Sacra Capillă a Salvatorului din Úbeda (1536) – un proiect început de Siloé, cu care Vandelvira a lucrat la începuturile sale. Capodopera sa a fost Catedrala din Jaén (începută în 1540), cu un plan dreptunghiular, având coloane inspirate de Catedrala din Granada.
Este de remarcat în această lucrare Sacristia, cu entablamente duble și suprapunerea unor arcuri realizate în stil manierist, deși cu o mare simplitate structurală. Alte lucrări ale sale au fost: Capela lui Francisc (1546); Turnul Tardón din Alcaraz (1555); palatele Vela-Cobos (1561) și Vázquez de Molina (1562) și Spitalul din Santiago (1562 - 1575), toate în Úbeda. 
Opera lui Vandelvira a lăsat o mare amprentă în arhitectura ulterioară, în special în Andaluzia, Murcia și Alicante.
În Sevilla, se evidențiază construcția Capelei Regale a catedralei și a Spitalului de las Cinco Llagas, de Martín de Gainza, precum și vârful Giraldei, de Hernán Ruiz cel Tânăr, de influență serliană (arhitectul italian Sebastiano Serlio), care va urma a influența altarele andaluze ulterioare.

## Galerie

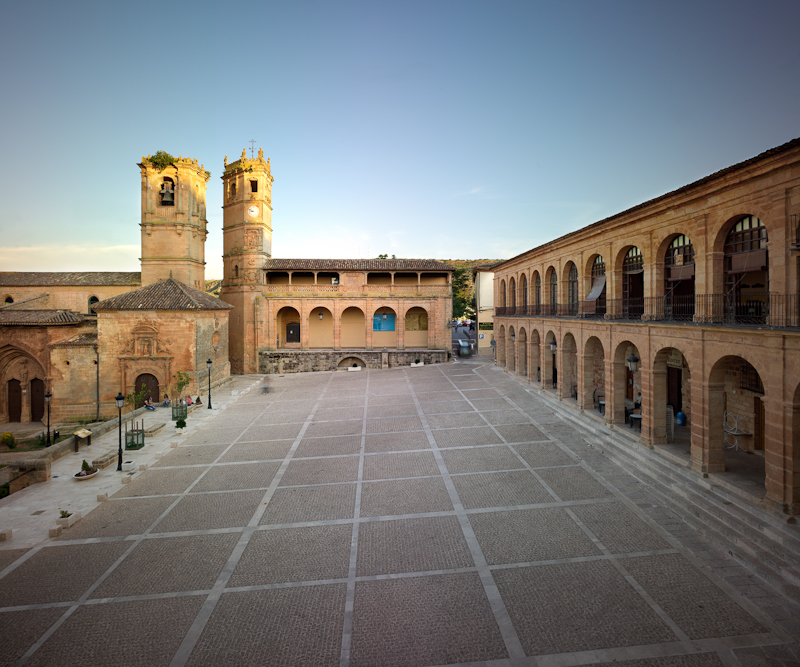
Plaza Mayor de Alcaraz
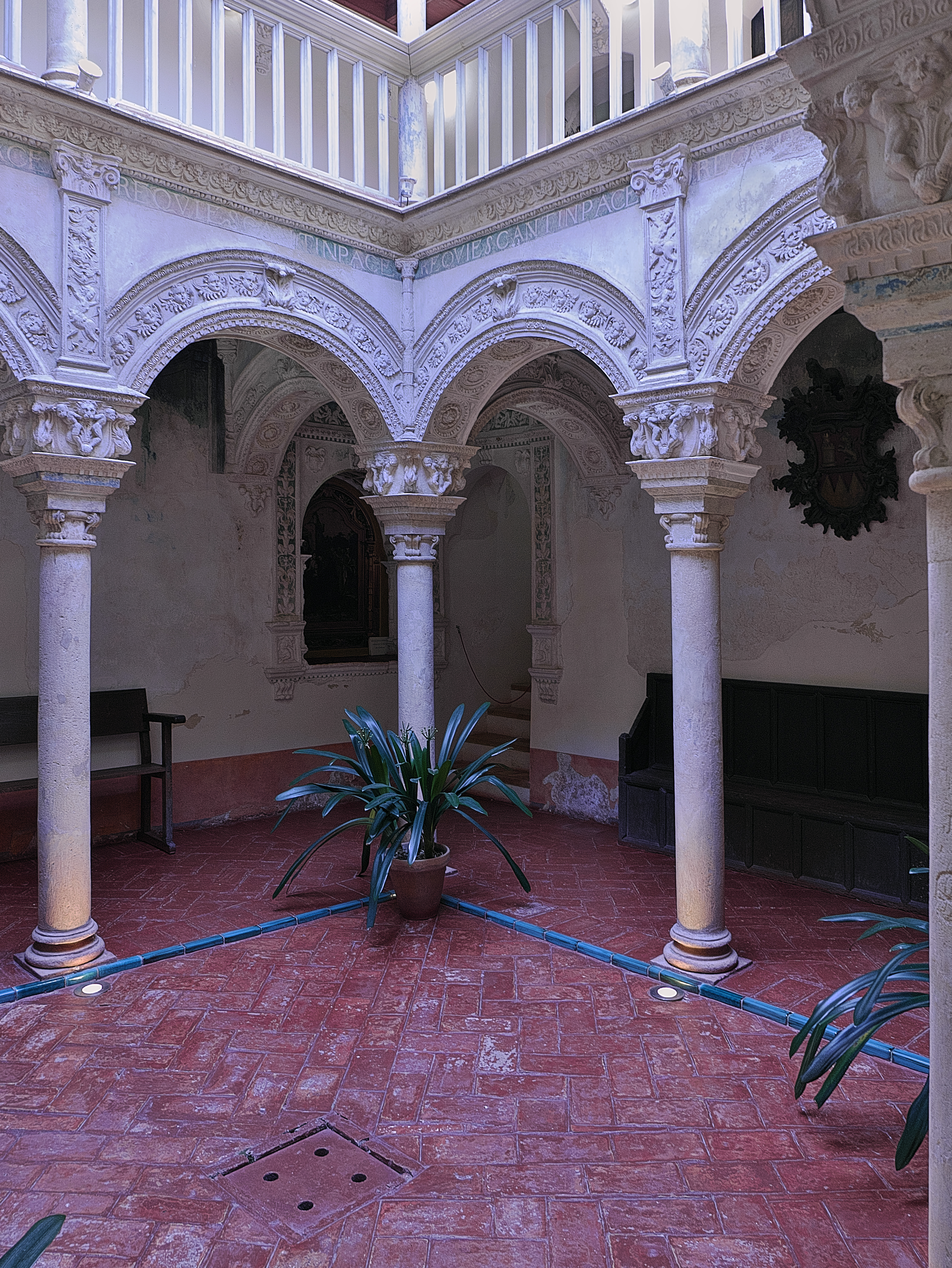
Patio del Santo Sepulcro, Colegiata de Osuna
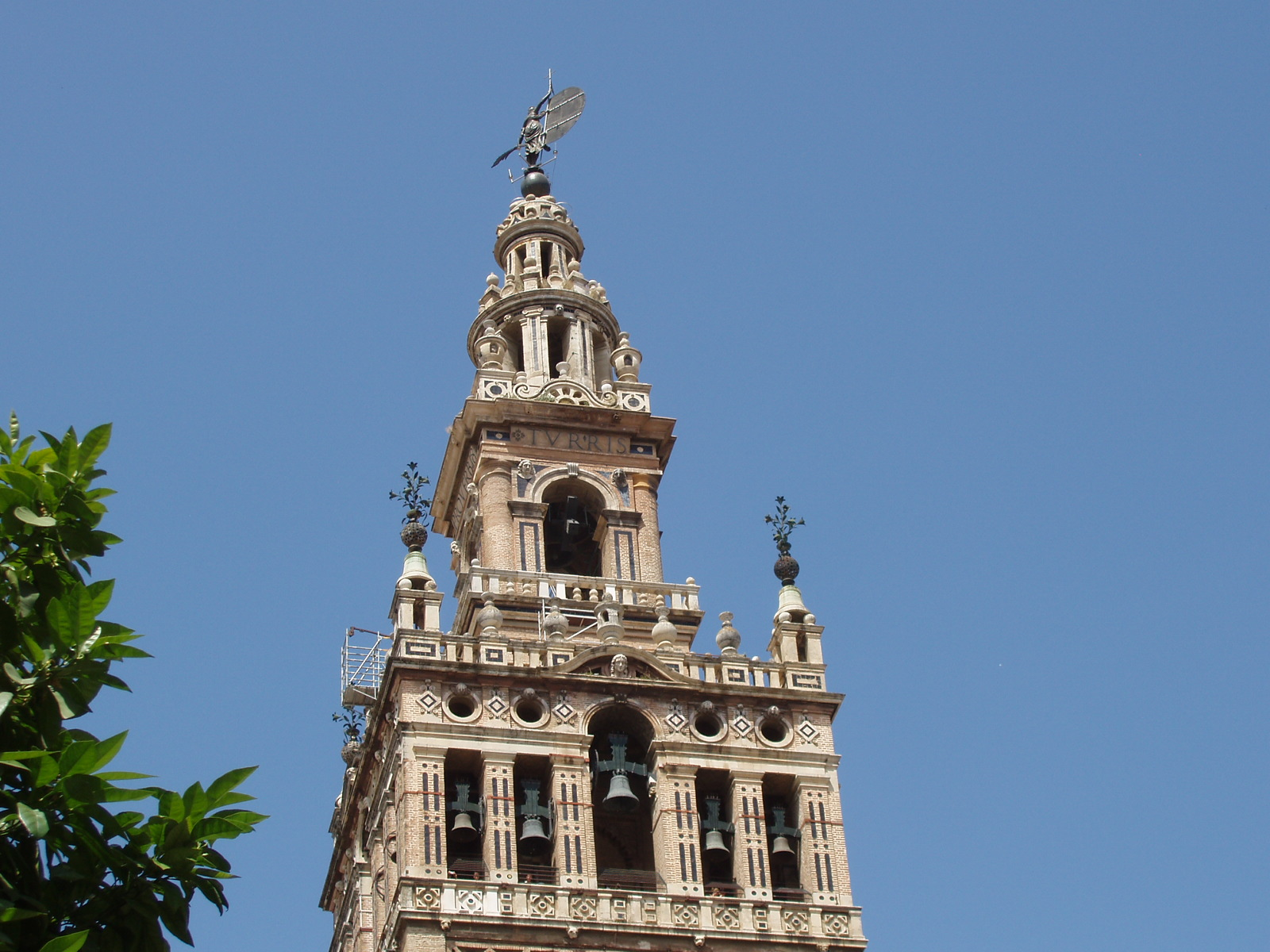
Giralda din Sevilla
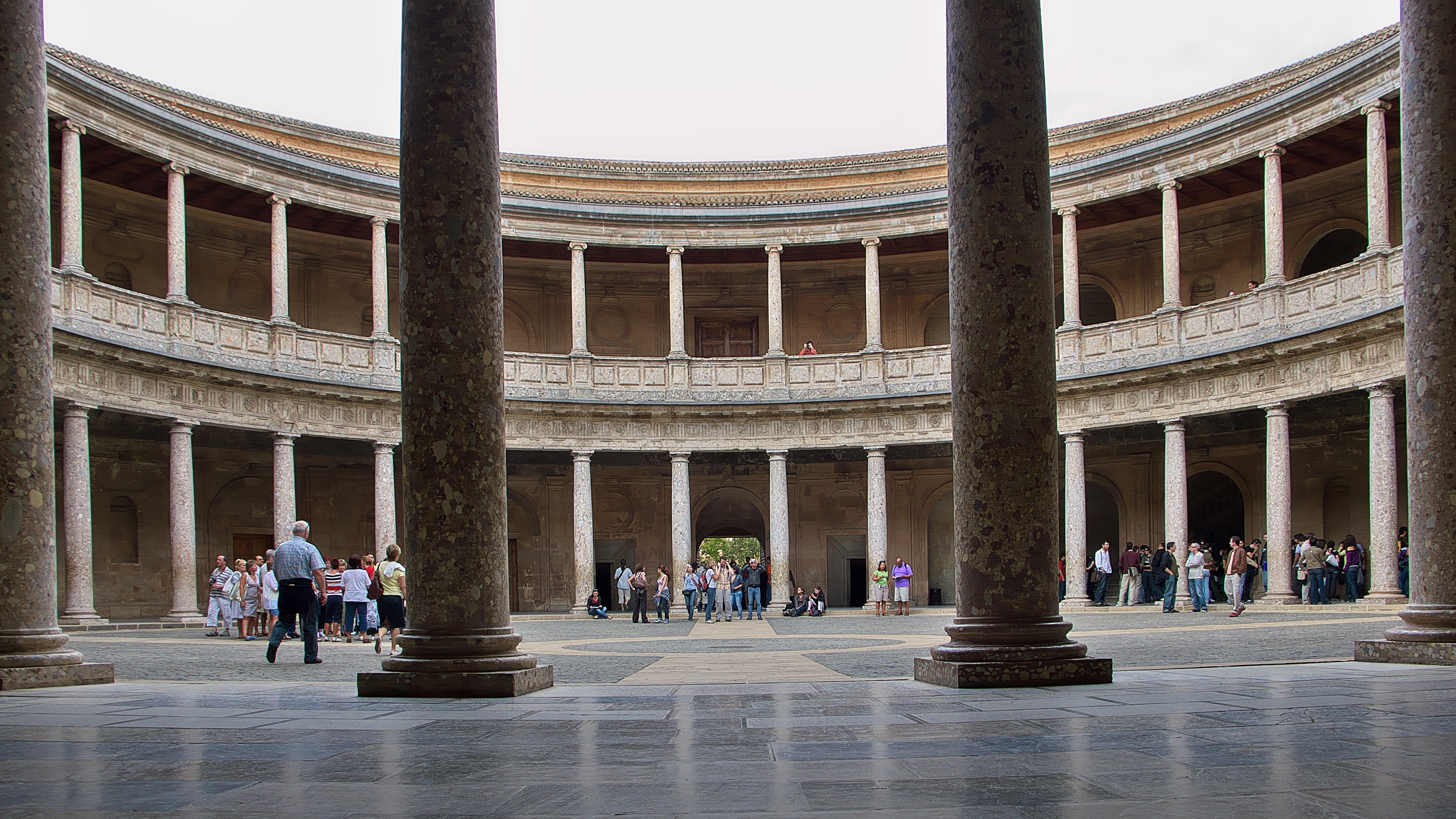
Palacio de Carlos V (la Alhambra, Granada)